# Legazpi (Albáy)

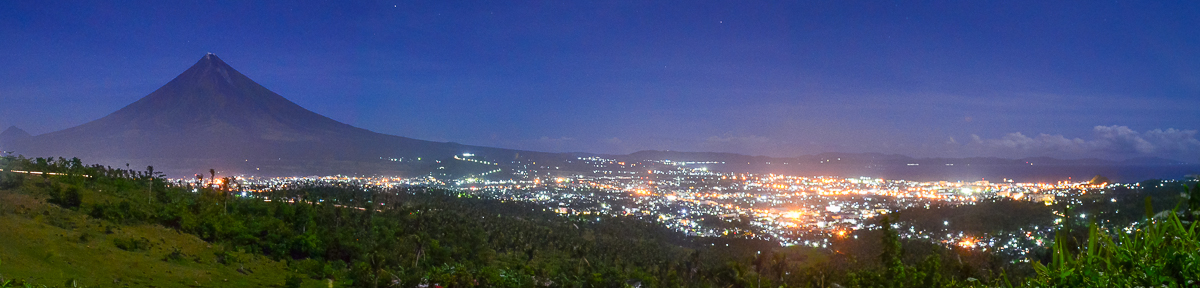
Vista nocturna de la ciudad.

Legazpi es una ciudad filipina y la cabecera de la provincia de Albay, en la isla de Luzón. También es el centro regional de Bicolandia. Se apoda la "Ciudad Reina de Luzón del Sur."
Se sitúa en el centro geográfico de la península, entre las dos provincias insulares de Catanduanes y Masbate. Legazpi tiene la ventaja estratégica de ser un foco comercial, institucional y de transporte. En la ciudad se encuentra la estación término de la línea principal sureña de Philippine National Railways. También tiene un puerto con gran actividad exportadora.
Según el censo de 2010, tiene 182 201 habitantes en 31 512 casas.

## Etimología
El nombre de la ciudad se debe a Miguel López de Legazpi, conquistador español, que anexiono Filipinas a la corona española.

## Barangayes
Legazpi se divide administrativamente en 70 barangayes.
| - Arimbay - Bagacay - Bagong Abre - Banquerohan - EM’s Barrio - Maoyod Población - Tula-tula - Ilawod West - Ilawod - Ilawod East - Kawit-East Washingt - Rizal Sreet - Cabagñan - EM’s Barrio South - Cabagñan West - Binanuahan West - Binanuahan East - Imperial Court Subd. | - Cabagñan East - Lapu-lapu - Dinagaan - Victory Village South - Victory Village North - Sabang - EM’s Barrio East - Kapantawan - Pigcale - Centro-Baybay - PNR-Peñaranda St.-I - Oro Site-Magallanes - Tinago - Bitano - Bonot - Sagpon Población - Sagmin Población - Bañadero Población | - Baño - Bagumbayan - Pinaric - Bariis - Bigaa - Bogtong - Bogña - Buenavista - Buyuan - Cagbacong - Cruzada - Dap-dap - Dita - Estanza - Gogon - Homapon - Imalnod | - Mabinit - Mariawa - Maslog - Padang - Pawa - Puro - Rawis - San Francisco - San Joaquín - San Roque - Tamaoyan - Taysan - Matanag - Cabugao - Rizal Street - Buragwis - Lamba |